# جائزة الأرجنتين الكبرى 1996
جائزة الأرجنتين الكبرى 1996 هو سباق فورمولا 1 أقيم بتاريخ 7 أبريل 1996 في بوينس آيرس، الأرجنتين. كان الثالث من أصل 16 في بطولة العالم لسباقات الفورمولا واحد موسم 1996. حلّ البريطاني دايمون هيل أولا بينما جاء الكندي جاك فيلنوف في المركز الثاني وحصل على المركز الثالث الفرنسي جان إليزي.

## الترتيب النهائي
| الترتيب | السائق      | النقاط |
| ------- | ----------- | ------ |
| 1       | دامون هيل   | 30     |
| 2       | جاك فيلنوف  | 12     |
| 3       | جان إليزي   | 10     |
| 4       | إدي إيرفين  | 6      |
| 5       | ميكا هاكينن | 5      |
| المصدر: |             |        |